# 灰腹鷯鶥
，是雀形目画眉科的一种鸟类。
2022年，为了反映其作为亚种提升为新种后的形态特征，“中国鸟类名录”10.0版将长尾鹩鹛中文名修改为灰腹鹩鹛。

## 特征
长尾鹩鹛体重约11.83克，翼长约49毫米，嘴峰长约12.1毫米，喙宽度约2.3毫米，喙厚度约3毫米，跗蹠长约18.4毫米，尾长约38.2毫米。长尾鹩鹛在其分布区内为留鸟，其栖息在密集的高大树木组成的森林中，食性为肉食性，主要食物来源是陆生无脊椎动物。

## 分布
缅甸东北部至中国南部（云南西南部）。该物种的模式产地在缅甸北部Loi-pangNan。